# Wildau
Wildau är en stad i Tyskland, belägen i Landkreis Dahme-Spreewald i förbundslandet Brandenburg, 30 km sydost om centrala Berlin.  Wildau är framförallt känd för sin tekniska högskola, Technische Hochschule Wildau, med 335 anställda och omkring 4 200 studenter (läsåret 2011/2012).  Kommunen tilldelades stadsrättigheter 2013.

## Geografi
Wildau ligger i östra utkanten av Teltowplatån vid floden Dahmes västra strand.  Staden är en förort till Berlin, belägen omkring 30 km sydost om centrala Berlin, vid motorvägen A10 och tillhör Storstadsregion Berlin/Brandenburg.  Närmaste större stad är Königs Wusterhausen, belägen 5 km söder om Wildau.

## Historia
Wildau omnämns första gången som byn Hohenlome, Alta Lome i Karl IV:s landbok 1375, då belägen i anslutning till floden Dahme.  Arkeologiska fynd har visat att platsen har varit bebodd sedan 700 f.Kr. och beboddes av slaviska stammar vid tiden för tyska bosättares ankomst under högmedeltiden.  Ortsnamnet Wildau är belagt sedan 1855.  År 1897 grundade Berliner Maschinenbau en lokomotivfabrik i Wildau, vilket inledde ortens utveckling till en viktig industriförort i Berlins utkant.  På platsen byggdes även bostadsområdet Schwartzkopffsiedlung som arbetarbostäder för de anställda.  År 1900 byggdes järnvägsstationen Wildau på sträckan Berlin-Görlitz.

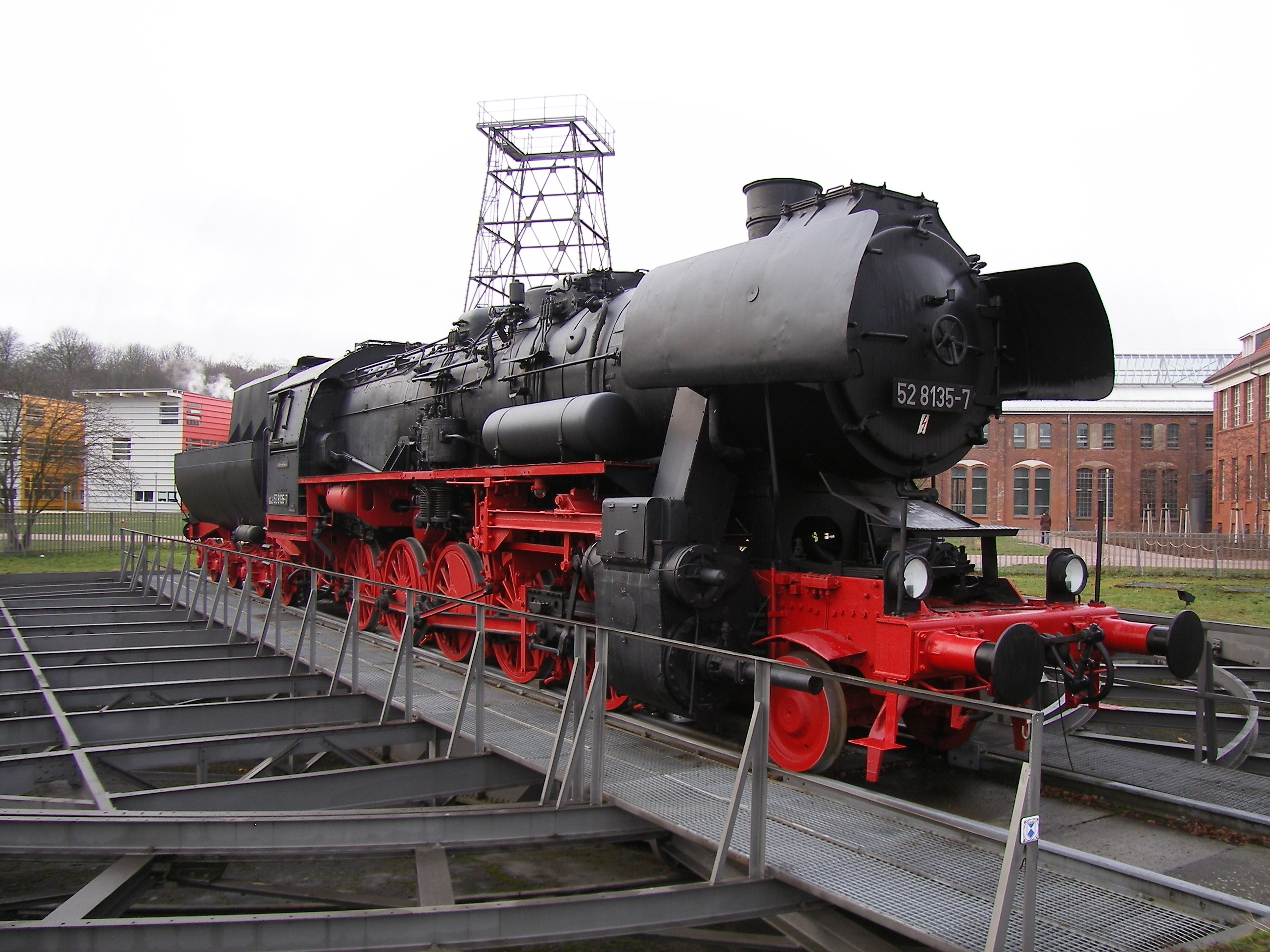
Historiskt ånglok av typ DR 52.80 vid den tidigare lokomotivfabriken.

Under andra världskriget skadades lokfabriken svårt genom bombning, medan bostäderna i området huvudsakligen klarade sig oskadda.  Fabrikerna drevs vidare i statlig regi under DDR-epoken men lades ned i samband med Tysklands återförening 1990.
År 1991 grundades Technische Hochschule Wildau, som en utvidgning av den maskiningenjörsskola som funnits på platsen sedan 1949.
Den 26 mars 2013 tilldelades Wildau stadsrättigheter av förbundslandet Brandenburgs delstatsregering; i tysk förvaltningsrätt är dock den enda skillnaden att Wildaus kommun i fortsättningen har rätt att kalla sig stad.

## Befolkning
| År   | Invånare |
| ---- | -------- |
| 1875 | 290      |
| 1890 | 311      |
| 1910 | 2 865    |
| 1925 | 4 347    |
| 1933 | 4 509    |
| 1939 | 5 664    |
| 1946 | 5 166    |
| 1950 | 5 501    |
| 1964 | 8 391    |
| 1971 | 8 122    |

| År   | Invånare |
| ---- | -------- |
| 1981 | 7 826    |
| 1985 | 7 506    |
| 1989 | 7 169    |
| 1990 | 7 089    |
| 1991 | 7 350    |
| 1992 | 7 403    |
| 1993 | 7 425    |
| 1994 | 7 405    |
| 1995 | 7 697    |
| 1996 | 8 131    |

| År   | Invånare |
| ---- | -------- |
| 1997 | 8 605    |
| 1998 | 9 120    |
| 1999 | 9 269    |
| 2000 | 9 352    |
| 2001 | 9 392    |
| 2002 | 9 378    |
| 2003 | 9 299    |
| 2004 | 9 432    |
| 2005 | 9 542    |
| 2006 | 9 642    |

| År   | Invånare |
| ---- | -------- |
| 2007 | 9 819    |
| 2008 | 9 911    |
| 2009 | 9 906    |
| 2010 | 9 898    |
| 2011 | 9 731    |
| 2012 | 9 797    |
| 2013 | 9 878    |
| 2014 | 9 945    |
| 2015 | 9 978    |
| 2016 | 10 057   |

| År   | Invånare |
| ---- | -------- |
| 2017 | 10 093   |
| 2018 | 10 303   |
| 2019 | 10 404   |
| 2020 | 10 633   |

Detaljerade källor anges i Wikimedia Commons..

## Kommunikationer
Wildau har en station för Berlins pendeltåg.  Linjen S46 trafikerar stationen i riktning mot Westend samt mot Königs Wusterhausen.  Närmaste station för regionaltågstrafiken finns i Königs Wusterhausen.
Staden ligger nära motorvägen A10 som utgör Berlins ringled.